# Ipiaú
Ipiaú é um município brasileiro do interior do estado da Bahia. 
A população do município de Ipiaú, de acordo com a estimativa de 2024 do Instituto Brasileiro de Geografia e Estatística (IBGE), foi de 42 507 habitantes.

## História
A região de Ipiaú, até o início do século XX, era habitada por indígenas tapuias. Nessa época, a expansão do cultivo do cacau pela área e o estímulo ao desbravamento incentivado por Camamu e Jequié propiciaram a colonização e a formação de povoados como Barra do Rocha e Dois Irmãos (hoje Ubatã).
Em 1913, o Senhor Raimundo dos Santos, também conhecido como “Raimundo Crente”, adquiriu um terreno devoluto, que hoje forma o município de Ipiaú e, em seguida, adquiriu o terreno que hoje abrange o município de Ibirataia. Na época, os terrenos recém-adquiridos por Raimundo eram praticamente desabitados, sendo habitados apenas por duas mulheres e um foragido de Castro Alves e frequentados por caçadores. Foram abertas as primeiras estradas e, com isso, surgiu o povoado de Rapatição (atual Ipiaú), cujo nome se deve à briga entre as duas mulheres citadas.
Raimundo plantava e vendia cacau, certamente contribuindo com o desenvolvimento da lavoura cacaueira na região.
Com o crescimento de Rapatição, o povoado foi elevado à categoria de distrito, com o nome de Alfredo Martins, subordinado a Camamu, por meio da Lei municipal n° 90, de 1° de junho de 1916, aprovada pela Lei estadual n° 1.156, de 1° de agosto desse mesmo ano.
A excelência do solo para a lavoura cacaueira trouxe para Ipiaú colonizadores oriundos de Vitória da Conquista, Jequié, Ilhéus, Camamu e Ituberá. Com isso, houve conflitos fundiários na região.
Com o crescimento cada vez maior de Alfredo Martins e a dificuldade de acesso à sede de Camamu, devido à distância e as dificuldades de transporte, iniciou-se, na primeira metade da década de 1920, um movimento de emancipação do distrito.
O Decreto estadual n° 7.139, de 17 de dezembro de 1930, elevou Alfredo Martins à categoria de subprefeitura de Camamu, sendo renomeada para Rio Novo. No ano seguinte, por meio dos decretos estaduais n° 7.455, de 23 de junho de 1931, e 7479, de 8 de julho de 1931, Rio Novo foi transferido para Jequié.
O Decreto Estadual n° 8.725, de 7 de dezembro de 1933, elevou o distrito e subprefeitura de Rio Novo à categoria de município, se desmembrando de Jequié, sendo instalado dez dias depois. Inicialmente, o município era constituído dos distritos de Rio Novo (sede), Tesouras, Barra do Rocha e Dois Irmãos, os quais, por meio do Decreto-lei estadual n° 141, de 31 de dezembro de 1943, tiveram seus nomes alterados, respectivamente, para Ipiaú, lbirataia, Barra do Rocha e Ubatã. Esse mesmo decreto de 1943 alterou o nome do município de Rio Novo para Ipiaú, topônimo este que significa, em tupi, rio novo.
Ao longo de sua história, Ipiaú perdeu territórios para a criação dos municípios de Ubatã (1952), Ibirataia (1960) e Barra do Rocha (1961).

## Demografia
No censo de 2010 do IBGE, a população residente entre 0 e 19 anos era de 15.143 pessoas, entre 20 e 40 anos de 19.811 pessoas e entre 50 e 70 ou mais de 9.436 pessoas. A população residente de sexo masculino entre 0 e 20 anos é de 9.679 homens e entre 30 e 70 ou mais é de 12.465 homens e de sexo feminino entre 0 e 20 anos é de 9.495 mulheres e entre 30 e 70 ou mais é de 10.843 mulheres. Mostrando que em Ipiaú em 2010 existe mais jovens e adultos do que idosos e mais homens do que mulheres.

## Política e administração

### Poder Executivo
A prefeita de Ipiaú é Laryssa Andrade Santos Fernandes Dias, do Progressistas (PP), que assumiu o cargo em 2025 para seu primeiro mandato. O vice-prefeito é Orlando dos Santos Ribeiro, do Partido dos Trabalhadores (PT).

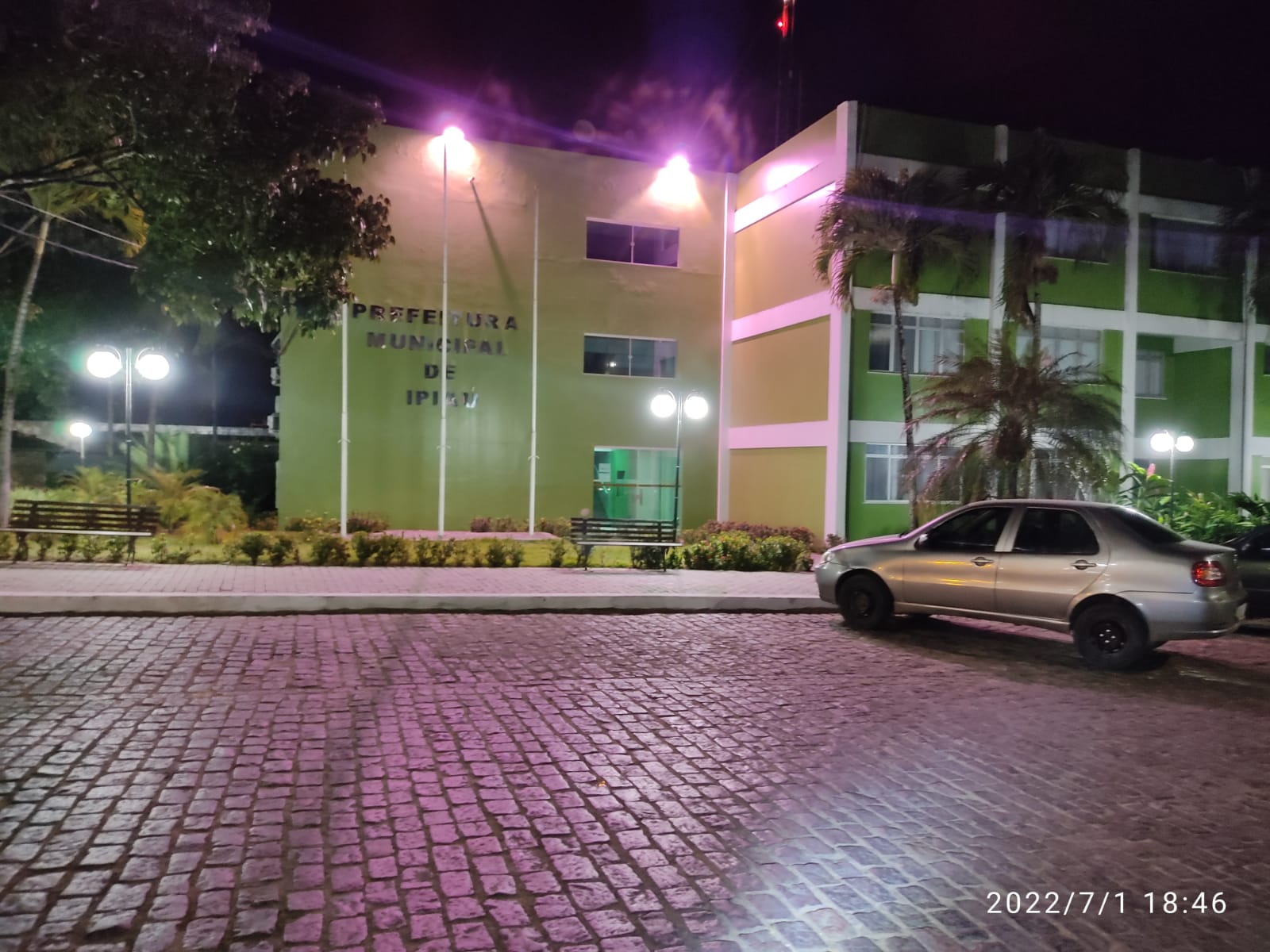
Prefeitura

### Poder Legislativo
A Câmara Municipal de Ipiaú é composta por 13 vereadores.

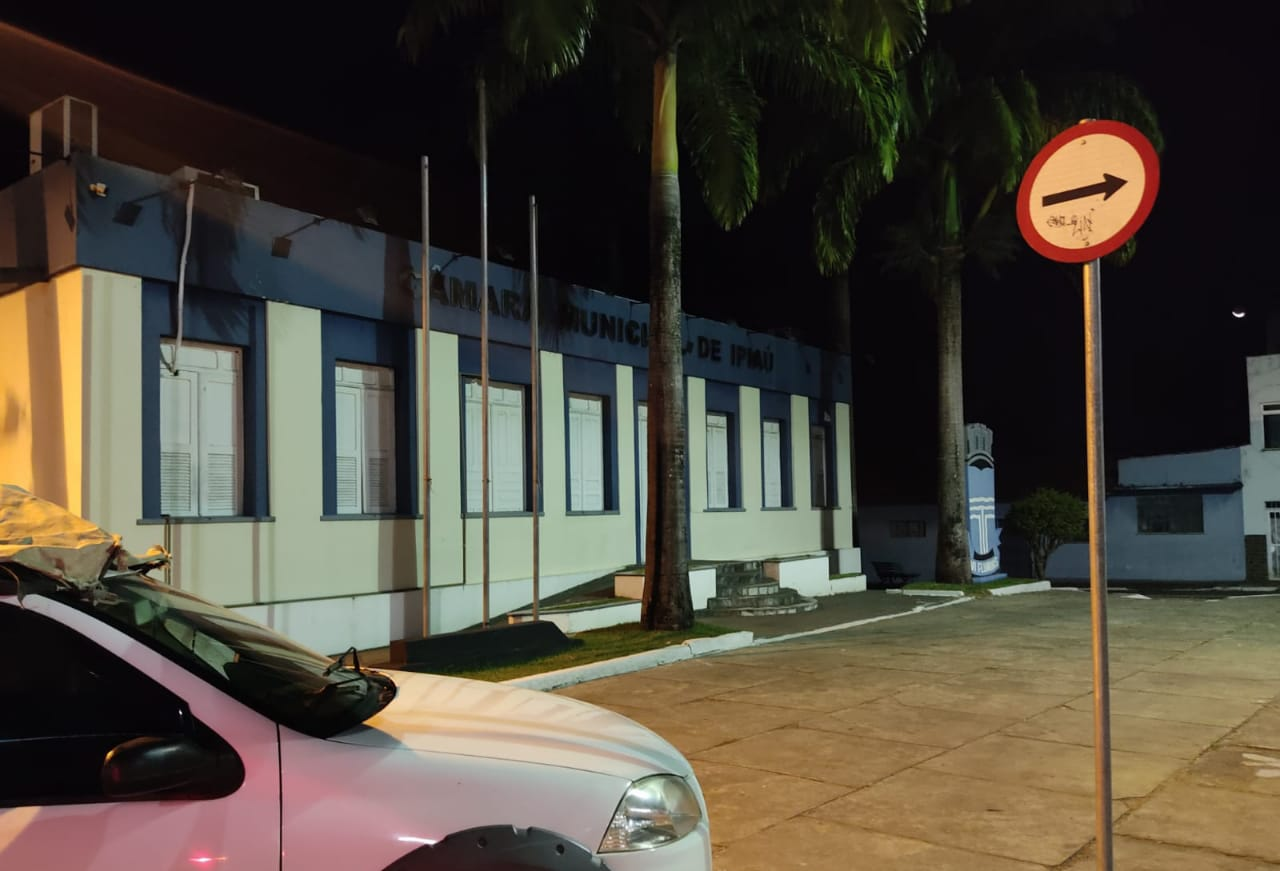
Câmara municipal

## Economia

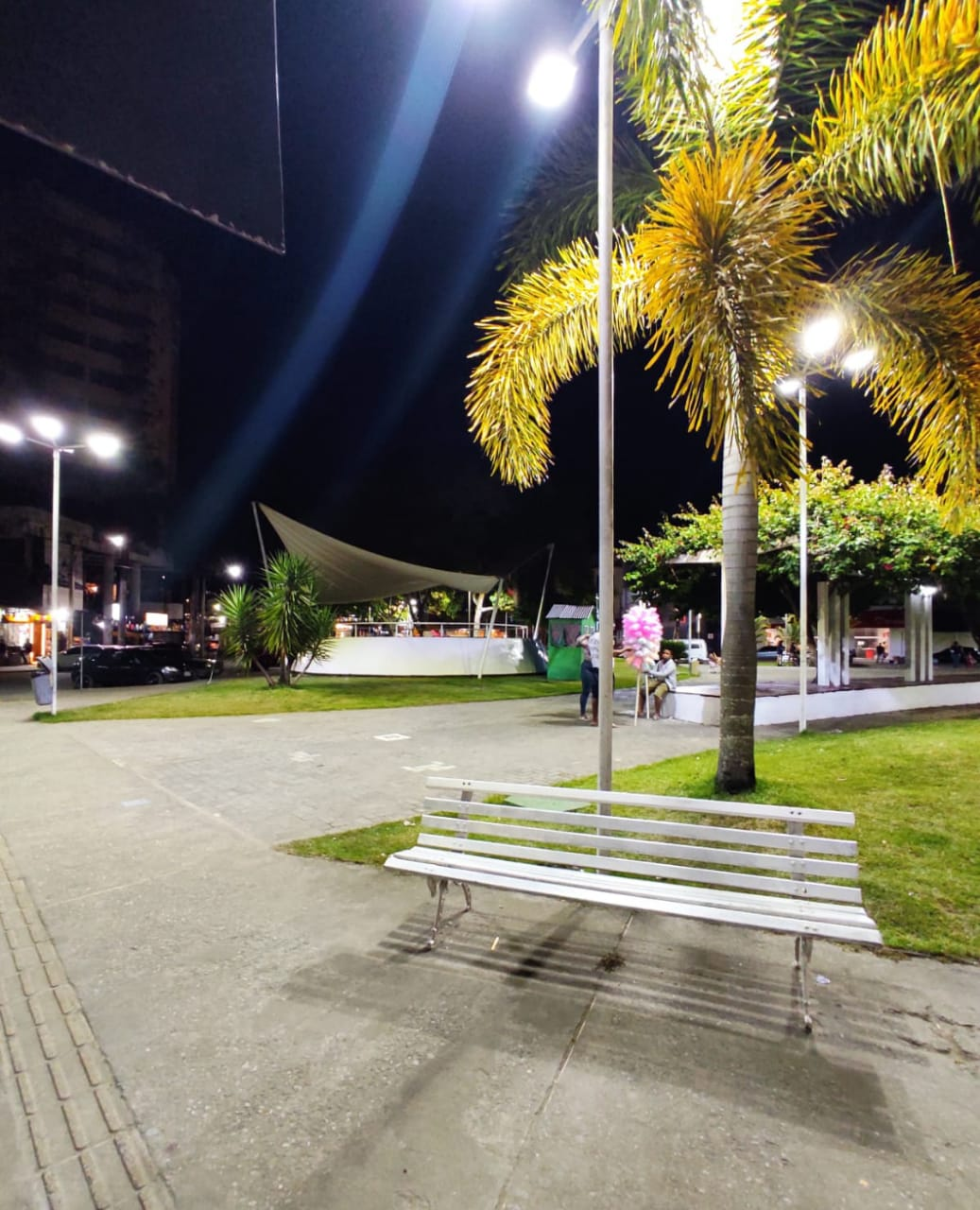
Praça Rui Barbosa

O evento AgroChocolate foi um forte desenvolvedor e diversificador de várias áreas do turismo na região, o que proporciona que esse projeto seja um grande influenciador cultural não só para Ipiaú, mas também para muitos municípios vizinhos que também necessita de projetos que beneficie a sua cultura e economia.

## Cultura

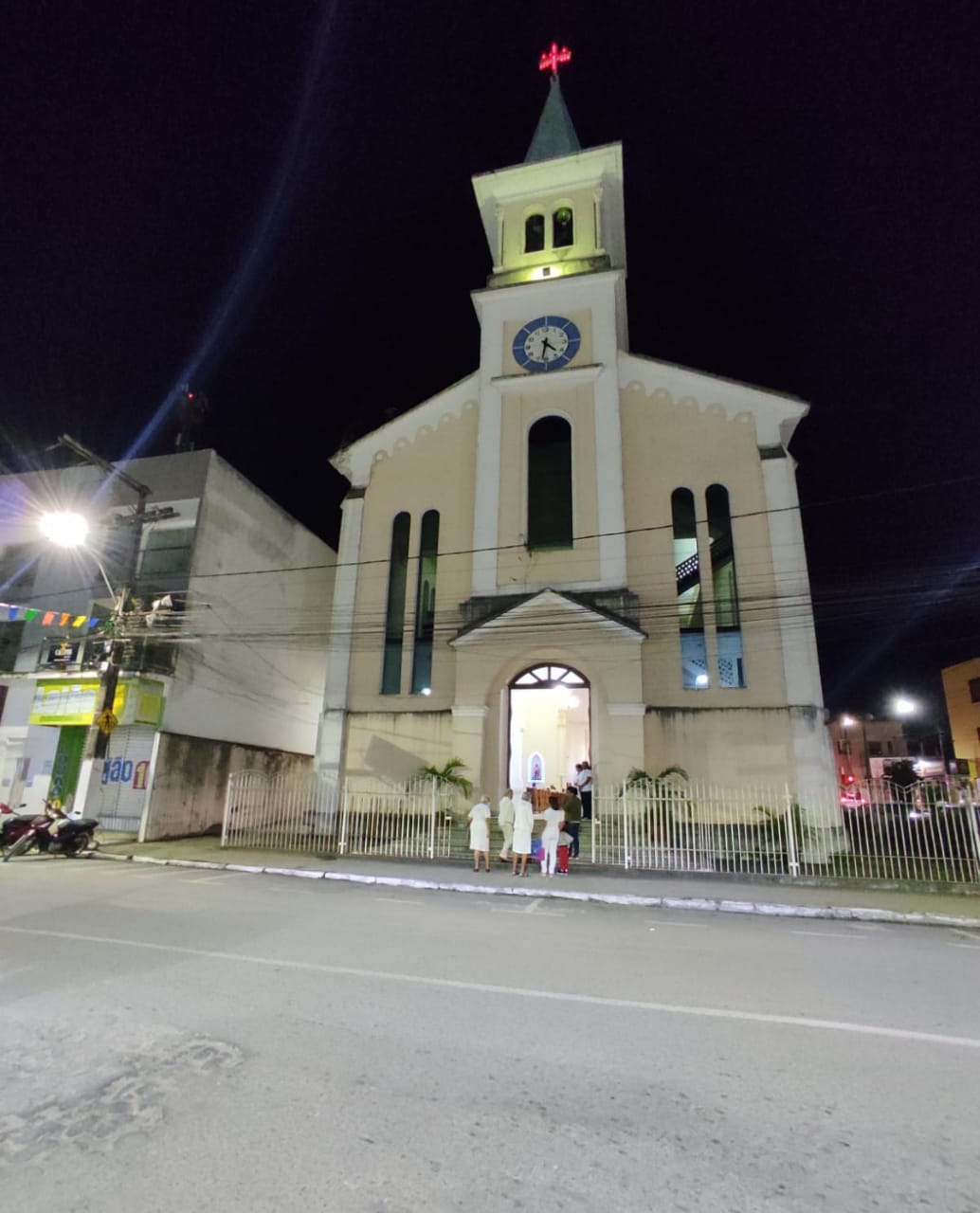
Paróquia São Roque

Em 2019, Ipiaú foi mantida no Mapa do Turismo da Bahia, contribuindo para a cultura e economia do município e região, visto que o turismo influencia positivamente na presença de atrações artísticas em festas como a de São Pedro. Com essa iniciativa, a Bahiatursa contribui no fortalecimento de várias regiões, e também da cultura e economia do município, destacado seu potencial para o turismo rural.

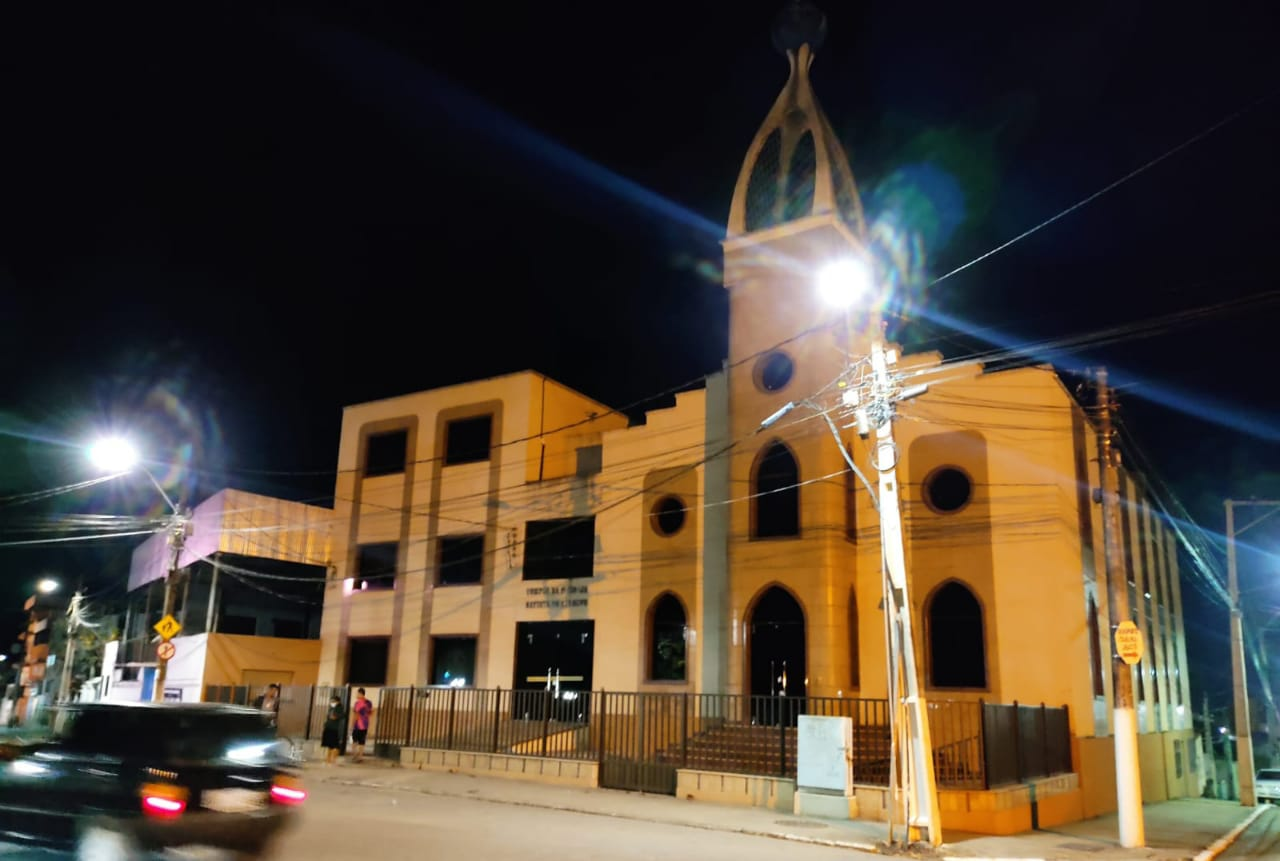
Igreja Batista de Rio Novo

Durante a pandemia de COVID-19, muitos artistas acabaram ficando sem renda. Por isso, a Diretoria de Cultura de Ipiaú convocou, em 2020, artistas e espaços culturais para cadastramento para receber o benefício emergencial. Esse benefício é resultado do projeto de Lei nº 1.075/2020, batizada de Lei Aldir Blanc, que foi aprovada pelo Governo Federal em agosto de 2020 e que tem como objetivo a definição da política cultural e a destinação de recursos para o Fundo de Cultura Municipal.

## Educação
No censo Amostra – Educação de 2010 do IBGE a população  a partir de 10 anos de idade era de 37.401 pessoas, sendo destas apenas 9.818 pessoas frequentavam a escola. Mostrando assim, que existia uma taxa muito elevada da população que não consegue frequentar a escola. No que se refere a população adulta, a partir de 25 anos, cerca de 30% nunca foram à escola, o que gera um problema para o desenvolvimento da população.

## Infraestrutura
Na Pesquisa Nacional de Saneamento Básico do IBGE de 2017 o número de economias abastecidas é de 15.381 unidades com extensão total da rede de distribuição de água com 176 km. Sendo que, o volume de água tratada distribuída por dia é de 5.710 m³ e o volume de água consumido por dia é de 4.219 m³, com índice de perda de 26,1%. Já o esgotamento sanitário por rede coletora, o número de economias esgotadas é de 4.318 unidades com extensão total da rede coletora de esgoto de 68 km e volumes de esgoto tratado por dia de 3.223 m³. Mostrando assim, como o saneamento básico tem importância para a população.